# إرنست جوزيف بايلي
إرنست جوزيف بايلي هو رسام هولندي، ولد في 1753 في ليل في فرنسا، وتوفي في 1823 في غنت في بلجيكا.